# Krauthammer
Krauthammer (korábban Krauthammer International) egy nemzetközi humán erőforrás fejlesztő cég. Fő tevékenysége a tanácsadás alapú tréning és coaching. A Krauthammer világszerte 25 irodával rendelkezik 16 országban, központja Brüsszel, Belgium.

## Történet
A Krauthammer Internationalt Eric Krauthammer alapította 1971-ben Svájcban.
Ebben az évtizedben, a Krauthammer tevékenysége főként a svájci piacra összpontosult, de az évtized végére megnyílt 2 új iroda Franciaországban és Belgiumban.
Az 1980-as években a cég terjeszkedett Hollandiába, Németországba, Angliába és Spanyolországba. 1994-ben Eric Krauthammer eladta részvényeit a 30 országban aktív holland kiadó csoportnak a Wolters Kluwer-nek. A részvények egy része a Krauthammer felsővezetésének tulajdonában maradt.
A Wolters Kluwer 2000-ben megállapodásra jutott a Krauthammer vezetésével, hogy eladja a Krauthammer Internationalt, a Wolters Kluwer Professional Training részét, a Krauthammer vezetésének és a NIB Capital Private Equity N.V.-nek. Ez a kivásárlás pénzügyi, működési és innovációs függetlenséget biztosított a cégnek.
A Krauthammer Consulting 2002-ben kezdte meg működését; Hollandiában, az Egyesült Királyságban és Franciaországban rendelkezik irodával. Ez az üzletág fenntartható változási projekteket visz véghez olyan óriás cégeknek, mint pl. a Shell.
A magyarországi iroda 2005 óta nyújt tréning, coaching és tanácsadási szolgáltatásokat.

## Módszertan
A Krauthammer tréning és coaching megközelítés egyedisége abban áll, hogy - a Gregory Bateson és Robert Dilts által leírt mentális logikai szintek terminusaiban nézve - a konkrét viselkedés és stratégia szintjén avatkozik be, és ez - többszöri ismétlődő alkalmakon keresztül - fejlődést idéz elő az értékrendszer és az önazonosság mélyebben lévő szintjein is. Más szóval, az új viselkedéses és stratégiai készségek új hozzáállást szülnek.
Ez a specifikus módszertan a Paul Watzlawick neve által fémjelzett Palo Altó-i kommunikációs iskola hatásából eredeztethető. Ezen eredményeket Eric Krauthammer és munkatársa Gustav Käser összegezte az 1960-as években, majd ezt a Krauthammer kutatási és fejlesztési csapata fejlesztette tovább. A Krauthammer integratív megközelítése mögött olyan elméleti és gyakorlati szakemberek munkásságának hatását találjuk, mint Marshall Rosenberg, Peter Senge, Martin Seligman és Fons Trompenaars.

## Kutatás–fejlesztés
A Krauthammer számos modellt, fogalmat és felmérő skálát alkotott, mint a Human Tőke Fejlesztési Modell, a 4LS felmérés, a Kettős Hélix Modell vagy a Végtelen 8-as modell. A Krauthammer eredeti kutatási eredményeit a vezetés és értékesítés témaköreiből az Economist Intelligence Unit és más ágazatspecifikus orgánumok publikálják.

## Külső hivatkozások
- hivatalos magyar honlap